# Điền Tu Tư
Điền Tu Tư (tiếng Trung: 田修思; sinh tháng 2 năm 1950) là Thượng tướng Quân Giải phóng Nhân dân Trung Quốc đã nghỉ hưu. Từ năm 2012 đến 2015, ông là Chính ủy Không quân Quân Giải phóng Nhân dân Trung Quốc. Trước đó, ông là Chính ủy Quân khu Tân Cương, Chính ủy Quân khu Thành Đô. Tháng 7 năm 2016, Điền Tu Tư bị điều tra do "vi phạm kỷ luật nghiêm trọng".

## Tiểu sử
Điền Tu Tư sinh năm 1952 ở Mạnh Châu, tỉnh Hà Nam. Ông gia nhập Quân Giải phóng Nhân dân Trung Quốc năm 1968, tham gia pháo binh của Quân khu Tân Cương. Đến năm 1971, ông làm việc trong ban tuyên giáo chính trị Đoàn 56, Sư 13 quân chủng Pháo binh.
Từ năm 2000 đến 2002, ông là Phó Chủ nhiệm Chính trị Quân khu Lan Châu. Tháng 6 năm 2002, ông là Chính ủy Tập đoàn quân 21.
Từ năm 2004 đến 2009, Điền Tu Tư là Chính ủy Quân khu Tân Cương. Năm 2009, ông được bổ nhiệm làm Chính ủy Quân khu Thành Đô và giữ chức vụ này đến tháng 10 năm 2012.
Tháng 10 năm 2012, ông được bổ nhiệm thay thế ông Đặng Xương Hữu làm Chính ủy Không quân Quân Giải phóng Nhân dân Trung Quốc. Việc Điền Tu Tư được điều chuyển từ Quân khu Thành Đô về làm Chính ủy Không quân và được phong hàm Thượng tướng, đã khiến dư luận đã xôn xao bàn tán về nghi án “mua chức”, bởi chính ủy là “người ra quyết sách cuối cùng”, trong khi Tư không có chuyên môn gì về quân chủng kỹ thuật này. Ông nghỉ hưu từ tháng 7 năm 2015, ở tuổi 65. Thay thế ông làm Chính ủy Không quân là Trung tướng Vu Trung Phúc. Tháng 8 năm 2015, sau khi nghỉ hưu ông được bổ nhiệm làm Phó Chủ nhiệm Ủy ban Đối ngoại Quốc hội Trung Quốc.
Ông được thăng cấp Trung tướng vào tháng 7 năm 2006, và lên cấp Thượng tướng vào ngày 30 tháng 7 năm 2012.
Điền Tu Tư là Ủy viên Ban Chấp hành Trung ương Đảng Cộng sản Trung Quốc khóa 17 và khóa XVIII (2012—17).

## Bị điều tra do vi phạm kỷ luật
Đầu năm 2016, nhà văn Trần Hy, nguyên cán bộ văn nghệ thuộc Cục Chính trị Quân khu Lan Châu, cho xuất bản “Truyện Quách Bá Hùng”, trong đó tố cáo việc Quách Bá Hùng, nguyên Phó chủ tịch Quân ủy Trung ương bán quan chức và đề cập đến chuyện năm 2012, Điền Tu Tư hối lộ Hùng 50 triệu NDT (tương đương 175 tỷ VND) để có được chức Chính ủy Không quân, dù không có chuyên môn gì về quân chủng kỹ thuật này. Đầu tháng 7 năm 2016, ông bị Ủy ban Kiểm tra Kỷ luật Trung ương Đảng thực hiện các biện pháp cách ly (Song quy) để điều tra, tại thời điểm bị điều tra Điền Tu Tư là Thượng tướng thứ 3 “ngã ngựa”, sau Từ Tài Hậu và Quách Bá Hùng. Ngày 3 tháng 9 năm 2016, Ủy ban Thường vụ Quốc hội Trung Quốc đã ra thông cáo về việc chấm dứt tư cách đại biểu của Điền Tu Tư.